# Meinerswijk (kasteel)
Het kasteel Meinerswijk stond ten noorden van het Nederlandse dorp Elden, provincie Gelderland. Het kasteel was het centrum van de heerlijkheid Meinerswijk. De voormalige kasteellocatie is een rijksmonument.

## Geschiedenis
In 1233 bestond reeds het ministerialengeslacht Van Meinerswijk, maar het is niet duidelijk of zij toen ook al over een kasteel beschikten. In 1294 was er wel sprake van een curtis Meinerswijk, in bezit van de graven van Gelre.
Gijsbert van Mekeren werd in 1437 beleend met Meinerswijk, dat destijds een leen was van Rosande. Eind 15e eeuw werd de heerlijkheid Meinerswijk in tweeën gesplitst. Rond 1500 werd het kasteel bewoond door Maarten van Rossum. In 1504 werd het slot als leen uitgegeven aan Johan van Mekeren, de voogd van zijn neef Johan van Mekeren Gijsbertszoon.
De strijd om het kasteel Rosande had ook gevolgen voor Meinerswijk. Hertog Karel van Gelre veroverde in 1515 Rosande en kreeg daarmee ook kasteel Meinerswijk in handen. In 1521 was Johan van Mekeren echter weer de eigenaar van het kasteel, terwijl de rest van de heerlijkheid aan Gijsbert ten Wal en diens echtgenote Hilletje van Poelwijk toekwam.
In de 17e eeuw woonde op Meinerswijk de Gelderse ambassadeur Barthold van Gendt, een van de onderhandelaars bij de Vrede van Münster.
De familie Van Mekeren raakte eind 17e eeuw in geldnood en moest het kasteel verkopen aan Johan Everhard van der Heijden. Hij wist in 1698/1699 ook het andere deel van de heerlijkheid te verkrijgen, waarmee de oude heerlijkheid weer één goed was geworden. In 1772 werd de heerlijkheid aangekocht door de stad Arnhem.
In 1826 kocht bankier G.L.C.H. graaf van Ranzow het kasteel en de heerlijke rechten over van Arnhem. Hij baatte rondom het slot een theetuin uit en stichtte er een modelboerderij.
Koning Willem II kocht de heerlijkheid met het kasteel in 1844 aan. In 1853 werden de laatste restanten van het kasteel – een toren en enkele bijgebouwen – afgebroken.

## Beschrijving
Een tekening van Jan de Beijer uit 1742 laat een omgracht kasteel zien dat bestaat uit een huis met zadeldak, enkele uitbouwen en een toren. Rondom het hoofdgebouw staat een muur. Het complex is toegankelijk via een poort. Buiten het kasteel bevindt zich nog een koetshuis of schuur.
Volgens een kaart uit 1736 had het kasteel een L-vormige plattegrond, maar uit opgravingen in 1989 kwam naar voren dat het kasteel T-vormig was.
De kasteellocatie ligt anno 2023 in een natuurgebied en is als een lichte verhoging zichtbaar in het landschap.
Aalst · Aardenburg · Acquoy · Aerdt · Agistaldaburg · Ahof · Aldenhaag · Aller · Ambe · Ammersoyen · Ampsen · Andelst · Angeroyen · Appelburg · Appelse walburg · Appeltern · Arler · Baak · Babberich · Baer · Baerle · Bakerbosch · Balgoij · Barlham · Batenburg · Beek · Beerenclaauw · Bemmel · Bevervoorde · Bergh · Biljoen · Bingerden · Blankenborg (Laren) · Blankenborg · Blauwe Huis · Blokhuis (Ravenswaaij) · Boelenham · Boetselaersborg · Borculo · Boswaai · Brakel · Den Brakel · Den Bramel · Bredevoort · Broekhuizen · Bronkhorst · Bruchem · Bruinhorst · Brunsberg · Bulkestein · Bunswaard · Burcht van Tiel · Buren · De Buurse · Byland · Byvanck · Caetshage · Camphuysen · De Cannenburch · de Cloese · Coldenhove · Culemborg · Dedinckweerd · Delwijnen · Didam · Diepenbroek · Hof te Dieren · Huis Dijck · Dikke Tinne · Doddendaal · Dodewaard · Doornenburg · Doornik · Doorwerth · Dooyenburg · Dorth · Doseburg · Drakenburg · Dreumel · Druten · Duivelshuis · Eerbeek · De Ehze · Elburg · Eldrik · Emmerik · Engelenburg · Groot Engelenburg · Engelrode · Enghuizen · Enspijk · De Essenburgh · Essenpas · Est · Fokkinck · Gameren · Geerestein · Geldermalsen · De Gelderse Toren · Geldersweerd · Gellicum · Gendt · Gennepestein · Glindhorst · Goudenstein · ‘s-Grevenhoef · Groot Hell · Groenlo · Groesbeek · Huis te Groesbeek · Grunsfoort · Gulden Spijker · Hackfort · Hackforts Veenhuis · Hagen · Hagevoort · Hamerden · Hanepol · Harreveld · Harslo · Hassink · Het Haveke · Hedel · Heeckeren · De Heegh · Hees · De Heest · Hellouw · Hemmen · Hernen · Motte van Hernen · Heumen · Heusden · Hoekelum · Hoekenburg · De Hoeve · De Hof · Hof d'Ooy · Hof van Arkel · Huis het Holt · Holthuis · Het Holtslag · Ter Horst · Houberg · St. Hubertus · Huissen · Hulhuizen · Hulkestein · Hulsen · Hunneschans bij De Duno · Hunneschans bij Uddel · Jonker Bloo · 't Joppe · De Kamp · Karssenberg · Kemnade · Keppel · Kermestein · Kernhem · Kervel · Kiefskamp · De Kinkelenburg · Klein Enghuizen · Kleverburg · Kortenhoeve · Laag Helbergen · Lakenburg · Landfort · Langen · Latenstein · De Lathmer · Lathum · Ter Lede · Leegpoel · Leemcuyl · Leeuwen · Leeuwenbergh · Lensenburg · Lent · Leur · Leuvenum · Leyenburg · Lichtenvoorde · Lievenstein · Loenen · Loevestein · Loil · Loowaard · Luynhorst · Hof te Maasbommel · Magerhorst · Malburgen · Malderburcht · Malsen · Manhorst · Marhulsen · De Marsch · Marveld · Mathena · Maurik · Medel · Medestein · 't Medler · Meinerswijk · De Mellard · Mensink · Mergelp · Meteren · 't Meyerink · Middachten · Millingen · Mussenberg · Nagelhorst · Nederhagen · Nederhemert · Neerijnen · Huis Neerijnen · De Nesch · Nettelhorst · Nieuwe Blokhuis ·  Nijburg · Nijenbeek · Old Putten · Notenstein · Nye Huis · Olde Spijker · Oldenaller · Oldenhof (Driel) · Oldenhof (Heteren) · De Ooij · Oolde · Oud Oolde · Oosterhout · Ophemert · Opijnen · Oud Ampsen · Oude Blokhuis · Het Oude Loo · Oude Voorst · Oudenborch · Oud-Wisch · Huis te Overasselt · Overeng · Overhagen · Overlaar · 't Oye · Palmestein · De Parck · Persingen · Plekenpol · Ploen · Pluimenburg · Poederoijen · Poelwijck · Poelwijk · De Pol (Dreumel) · Huis de Poll (Huis te Gietelo) · De Poll (Huissen) · Pollenbering · Pollenstein · Puttenstein · Het Raasink · Ravenhorst · De Rees · Ressen · Reuversweerd · Reygersfoort · Rhijnestein · Huis Rijswijk · Rode Toren · Roode Wald · Rosande · Rosendael · Rossum · Rumpt · Ruurlo · Rijsselt · Schadewijk · Schaffelaar · Scherpenzeel · Schoonbroek · Schoonderbeek · Schoonenburg · Schuilenburg · Schuilkerke · Hof te Seelbeek · Sevenaer I · Sevenaer II · Sinderen (Oude IJsselstreek) · Sinderen (Voorst) · Slangenburg · Sleeburg · Slimsijp · De Snor · Soelen · Spaansweerd · Spaldorp · Spijk · Staverden · Sterkenburg · Swanepol · Tarthorst · Teisterbant (Kerk-Avezaath) · Teisterbant (Kerkdriel) · Ter Dicke · Tolhuis · Tolhuis (Tiel) · Tollenburg · Tongerlo · Toren van Wely · Tuil · Ubbergen · Uilenburg (Ewijk) · Uilenburg (Heteren) · Ulenpas · Ulft · Upladen · Valburg · Valkhofburcht · Valkhofpalts · Vanenburg · Varik · Hof te Varsseveld · 't Velde · Velhorst · Verwolde · Vierakker · De Voorst · Voorstonden · Vorden · Vosbergen · Vredenburg · Vredestein (Driel) · Vredestein (Ravenswaaij) · Vuren · Waardenburg · Waddestein · Wadenoijen · Waede · Wageningen · Walfort · 't Waliën · De Wardt · Watergoor · Watermeerwijk · Wayenstein (Huis te Herwijnen) · Well (Huis van Malsen) · Weijenrade · Westenburg · Westerholt · Weurt · De Wiersse · Wijenburg (Echteld) · De Wildenborch · De Wildt · Wilp · Wilperhorst · Winssen · Wisch · Wychen · Wolfswaard · Woolbeek · Yrst · IJzendoorn · Zeeland · Zilveren Spijker · Zuilichem · Zwaluwenburg · Zwanenburg (Heerde) · Zwanenburg (Megchelen)